# Bernhard Rösing
Bernhard Rösing (* 29. Oktober 1869 in New York; † 10. Januar 1947 in Kiel) war ein deutscher Marineoffizier, zuletzt Vizeadmiral der Reichsmarine.

## Leben
Bernhard Rösing war ein Sohn des Juristen und Diplomaten Johannes Rösing und dessen Ehefrau Clara, geb. von Ammon (1843–1931).
Nach dem Abitur in Berlin trat Rösing im April 1888 in die Kaiserliche Marine ein. Er besuchte die Marineschule in Kiel und wurde Seekadett. Am 13. April 1894 wurde er zum Leutnant zur See befördert.
Von 1908 an war er in das Reichsmarineamt nach Berlin kommandiert. Am 14. Oktober 1911 wurde er zum Kapitän zur See befördert.
Von November 1911 bis Dezember 1913 war er Kommandant des Großen Kreuzers Scharnhorst. Bis November 1916 war er Abteilungschef der Seetransportabteilung (A VI S) im Reichsmarineamt. Vom November 1916 bis August 1918 war er Kommandant des Großlinienschiffs Kronprinz. Im Oktober 1917 war die Kronprinz beim Unternehmen Albion eingebunden. Anschließend war er bis Kriegsende Oberwerftdirektor der Werft in Danzig. Am 9. Oktober 1918 wird er zum Konteradmiral befördert.
Nach dem Krieg erhielt er am 21. Januar 1920 den Charakter als Vizeadmiral und wurde am 8. März 1920 aus der Reichsmarine entlassen.
1902 heiratete er in Berlin-Charlottenburg Elfriede Wünsche (1882–1961). Ihr Sohn war der spätere Konteradmiral der Bundesmarine Hans-Rudolf Rösing.

## Belege
1. ↑  Militär-Wochenblatt. E. S. Mittler, 1894, S. 906 (google.com [abgerufen am 30. Juni 2021]).
2. ↑  Rangliste der Kaiserlich Deutschen Marine für das Jahr ... E.S. Mittler und Sohn, 1918, S. 9 (google.de [abgerufen am 30. Juni 2021]).
3. ↑  Hans H. Hildebrand: Die deutschen Kriegsschiffe: Biographien : ein Spiegel der Marinegeschichte von 1815 bis zur Gegenwart. Band 2. Mundus Verlag, 1993, S. 95 (google.com [abgerufen am 30. Juni 2021]).
4. ↑  Deutsches Geschlechterbuch. 1989, S. 388 (google.com [abgerufen am 30. Juni 2021]).

| Personendaten    | Personendaten            |
| ---------------- | ------------------------ |
| NAME             | Rösing, Bernhard         |
| KURZBESCHREIBUNG | deutscher Marineoffizier |
| GEBURTSDATUM     | 29. Oktober 1869         |
| GEBURTSORT       | New York City            |
| STERBEDATUM      | 10. Januar 1947          |
| STERBEORT        | Kiel                     |